# Laurin & Klement FCR

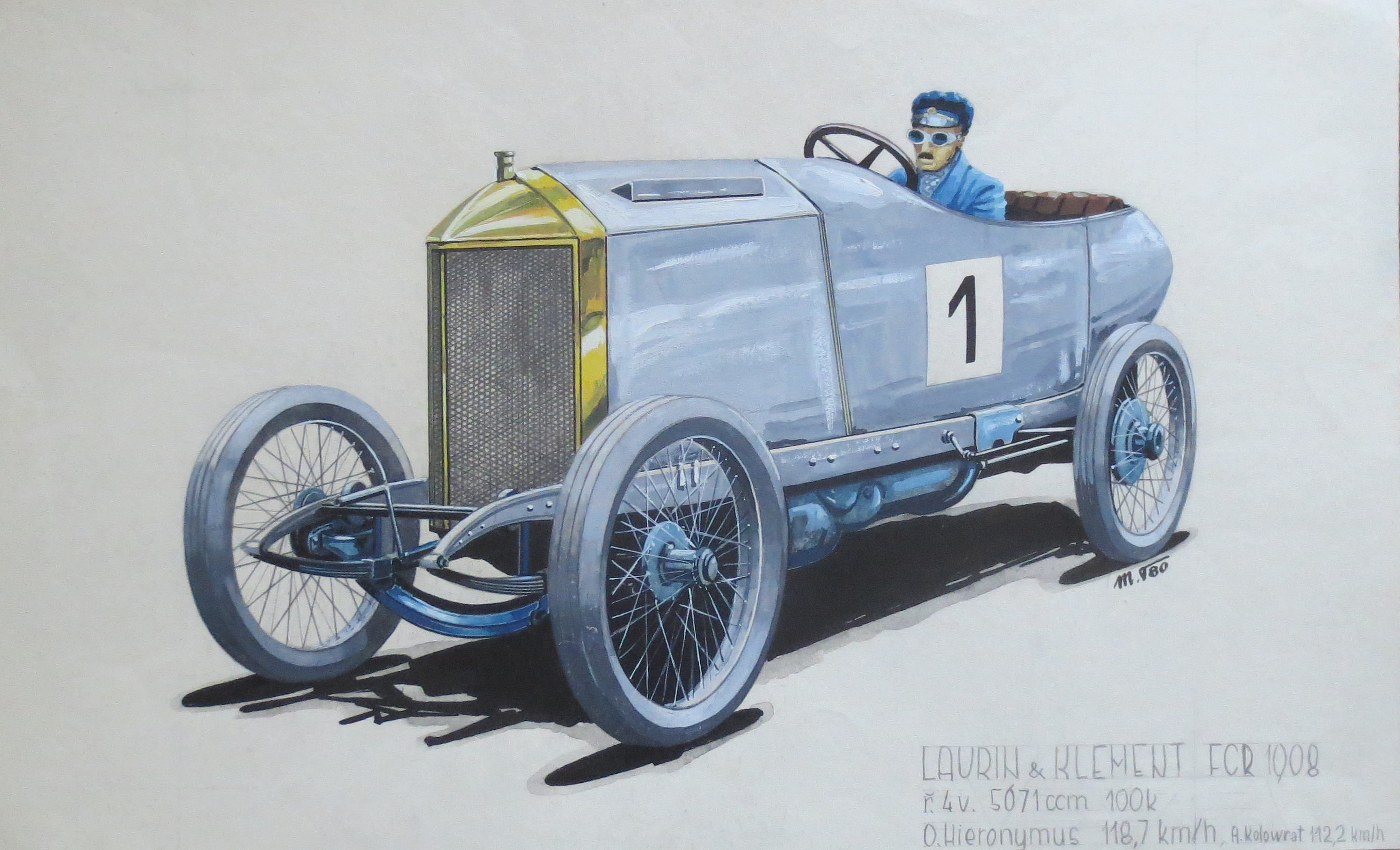
Laurin & Klement FCR

Der Laurin & Klement FCR war eine Weiterentwicklung des zweiten Renn- und Sportwagens der Marke, des Typen FCS. Der offene Zweisitzer kam 1909 heraus.
Der wassergekühlte, obengesteuerte (OHV) Vierzylinder-Viertaktmotor hatte einen Hubraum von 5672 cm³ und leistete bis zu 74 kW (100 PS). Die Höchstgeschwindigkeit des Fahrzeugs ist nicht bekannt. Über das separate Getriebe und eine Kardanwelle wurde die Antriebskraft an die Hinterräder weitergeleitet. Der Rahmen des Wagens bestand aus genieteten Stahl-U-Profilen.